# I Don't Care (Elton John)
I Don't Care è un brano composto ed interpretato dall'artista britannico Elton John; il testo è di Gary Osborne.

## Struttura del brano
Proveniente dall'album del 1978 A Single Man (del quale è la terza traccia), si presenta come un brano decisamente ritmato, in un LP formato da molti brani lenti; preminente è il pianoforte di Elton dal sapore blues, ma degna di nota è anche la sezione ritmica. Le cantanti Vicky Brown e Joanne Stone, presenti ai cori, danno al brano toni gospel, mentre la chitarra elettrica di Tim Renwick impiega continuamente il phaser. A circa metà del brano fa la sua comparsa una sezione di archi.
Il pezzo, della durata di 04:23, mette in evidenza anche Clive Franks al basso, Steve Holly alla batteria, Ray Cooper al tamburello basco e Stevie Lange, Gary Osborne e Chris Thompson ai cori.

## Significato del testo
Il testo di Osborne, considerato da molti un riempitivo dell'album, parla ancora una volta di una storia d'amore: il protagonista non si cura dei mille problemi che gli girano intorno, gli basta stare bene con la persona amata.

## Formazione
- Elton John - voce, pianoforte, clavinet
- Tim Renwick - chitarre
- Clive Franks - basso
- Steve Holly - batteria
- Ray Cooper - tamburello
- Vicky Brown - cori
- Joanne Stone - cori
- Stevie Lange - cori
- Gary Osborne - cori
- Chris Thompson - cori
- Paul Buckmaster - direzione d'orchestra